# Holger H.

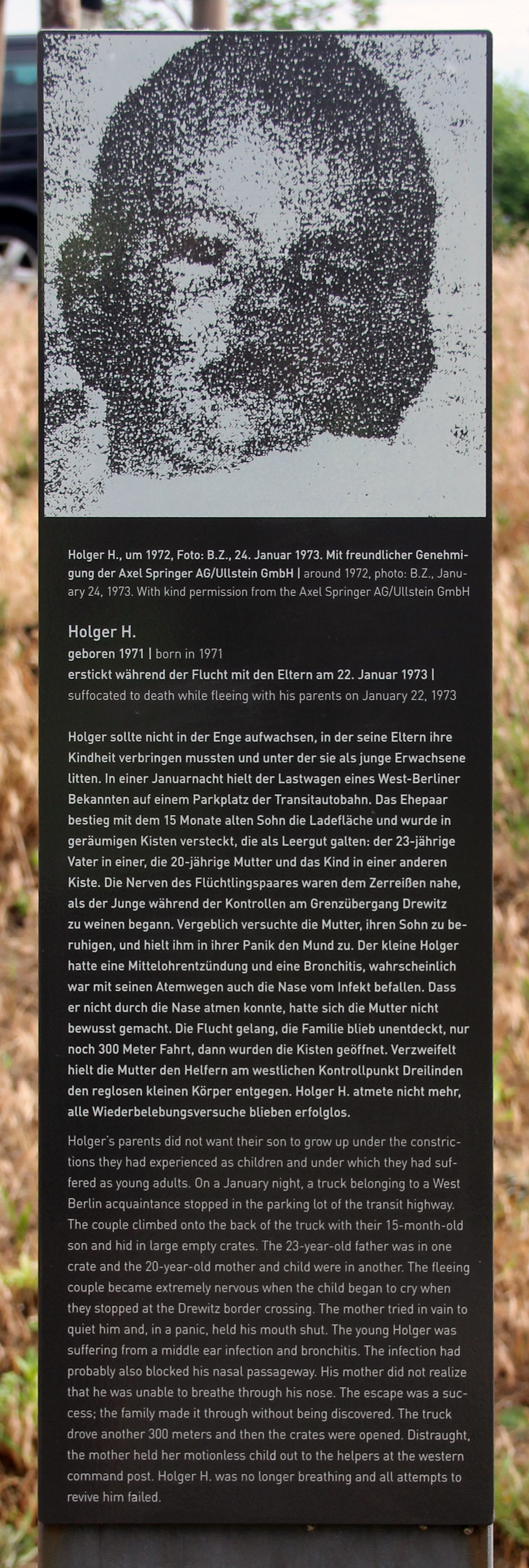
Gedenktafel, Stahnsdorfer Damm, in Kleinmachnow

Holger H. (* 30. Oktober 1971 in Eisenhüttenstadt; † 23. Januar 1973 in West-Berlin) war mit nur 15 Monaten das jüngste Todesopfer an der Berliner Mauer. Er erstickte, als seine Eltern über den Grenzübergang Checkpoint Bravo nach West-Berlin flohen.
Holger H. war der Sohn von Ingrid und Klaus H., der bereits mit 17 Jahren einen erfolglosen Fluchtversuch über die Ostsee unternommen hatte. Die erneute Flucht mit Frau und Sohn sollte im Lastwagen eines West-Berliner Bekannten erfolgen. Das Ehepaar versteckte sich dazu in Kisten auf der Ladefläche. Die zu dieser Zeit 20-jährige Ingrid befand sich mit dem 15 Monate alten Holger in einer Kiste, der damals 23-jährige Klaus in einer anderen.
Als das Baby anfing zu schreien, versuchte die Mutter vergeblich, es zu beruhigen und hielt ihm schließlich den Mund zu. Holger litt zu dieser Zeit an einer Mittelohrentzündung und einer Bronchitis, sodass er nicht durch die Nase atmen konnte und erstickte. Die nach der erfolgreichen Grenzüberquerung eingeleiteten Wiederbelebungsversuche blieben erfolglos.
Holger H. wurde in Berlin-Marienfelde beigesetzt.